# مهلبان
مهلبان یک روستا در ایران است که در شهرستان فریدونکنار استان مازندران واقع شده‌است. مهلبان ۱٬۵۹۳ نفر جمعیت دارد.

## جمعیت
این روستا در بخش دهفری قرار دارد و براساس سرشماری مرکز آمار ایران در سال ۱۳۸۵، جمعیت آن ۱۵۹۳ نفر (۴۰۰ خانوار) بوده‌است.

## امکانات

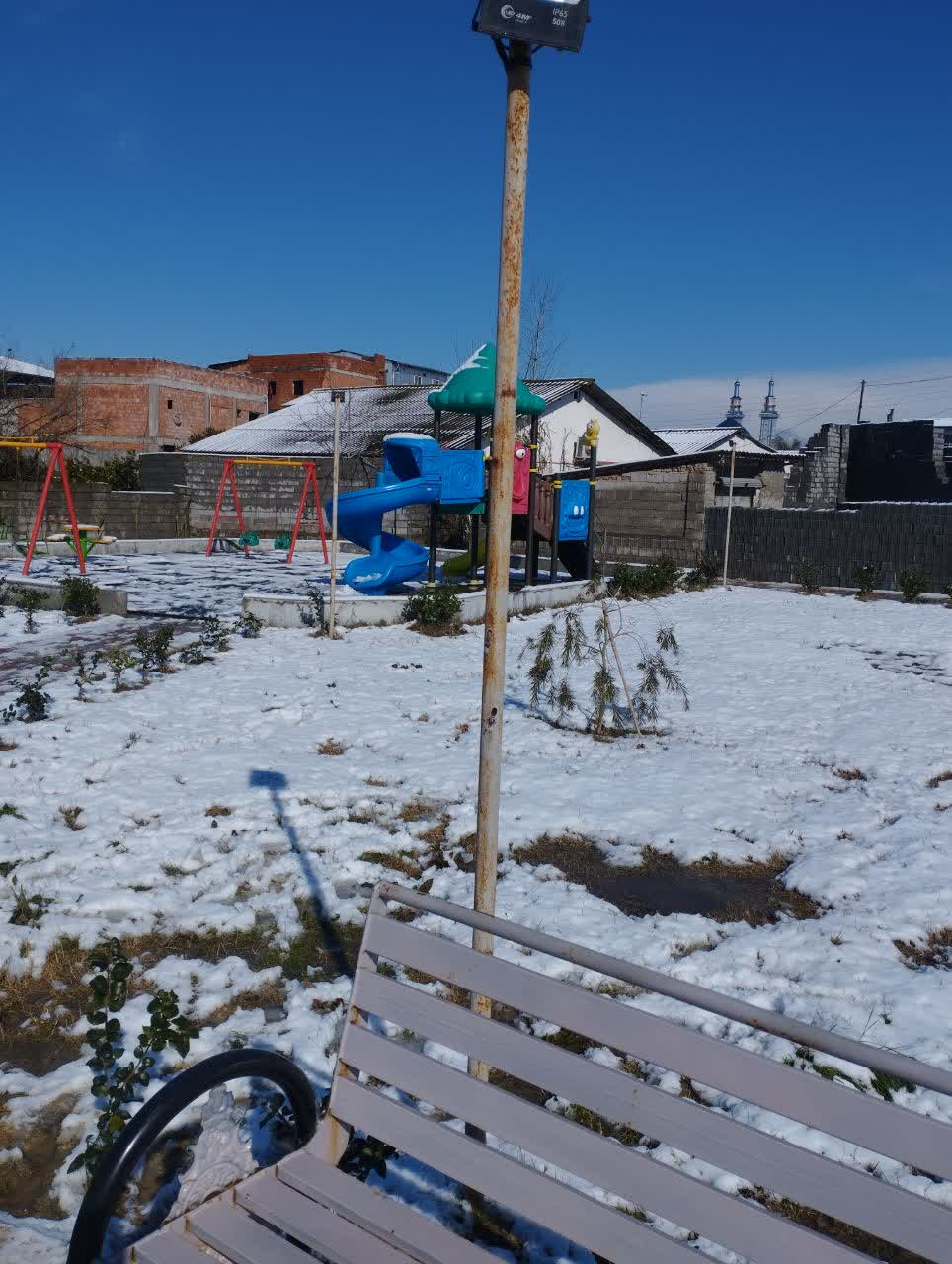
نمایی از تاب و سرسره پارک مهلبان

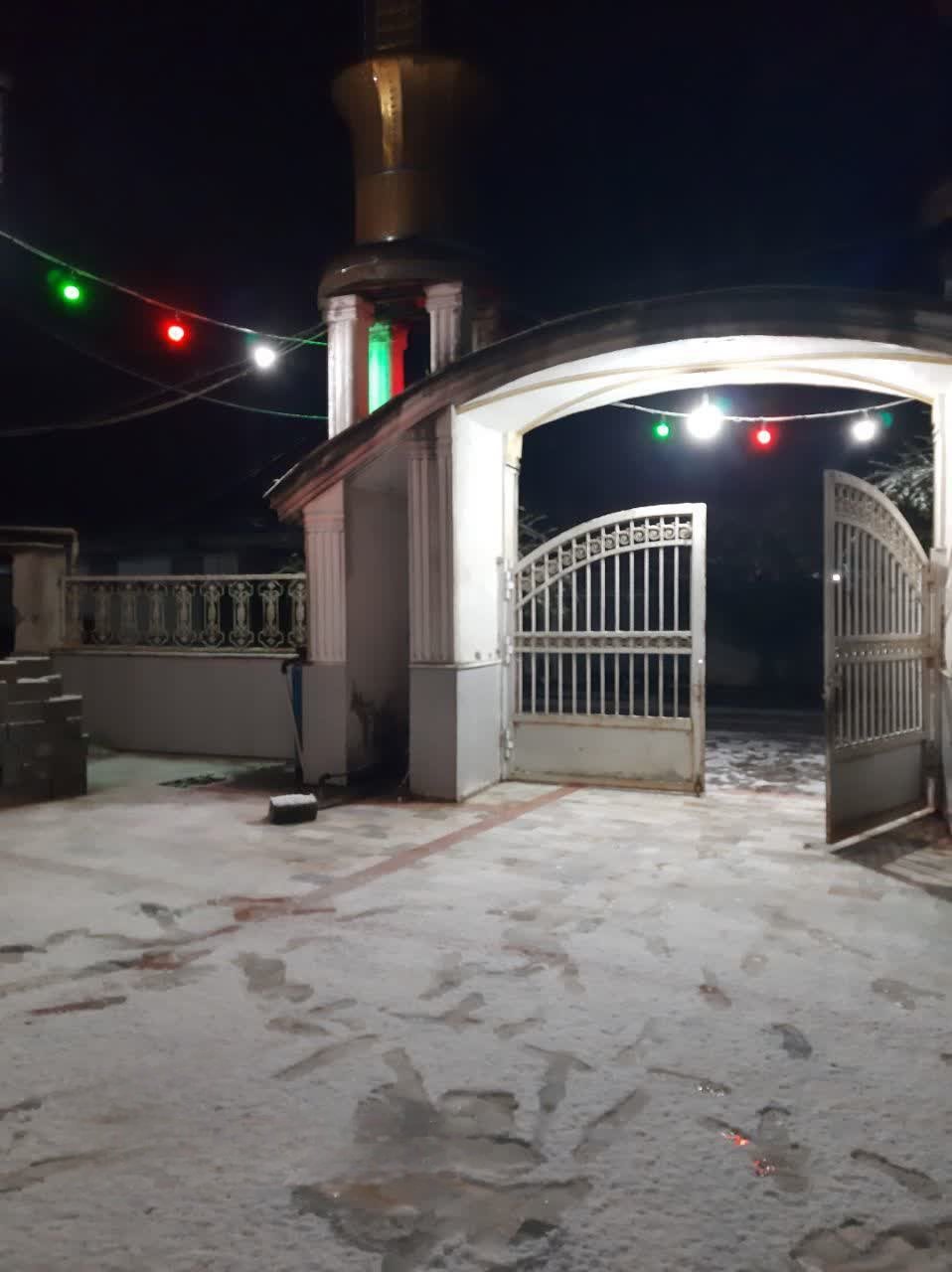
درب ورودی مسجد صاحب الزمان(عج)

روستای مهلبان شامل دو مسجد 《صاحب الزمان(عج)》و 《امام حسین (ع)》 می باشد. همچنین دارای یک سالن ورزشی در وسط محل و یک زمین فوتبال نیمه کاره  در آخر محل می باشد. در کنار سالن ورزشی یک پارک ساخته شده است.در اوایل این محل یک سالن کشتی قرار دارد. هچنین این محل دارای آب‌بندان نیز هست.
این روستا در طول پیاده‌رو های‌خود دارای نیمکت هایی برای استراحت و نشستن است. همچنین در انتهای این روستا میدانی ساخته شده که دور آن نیمکت برای نشستن چیده شده است.

## امنيت
این روستا با داشتن دوربین هایی در سطح خود و گشت بسیج در شب امنیت خود را بالا نگه داشته است.